# Dadocrinus
Dadocrinus – wymarły rodzaj łodygowych liliowców (Crinoidea) z okresu triasowego.
Rodzaj szczególnie licznie występujący w morskich utworach najniższej części dolnego wapienia muszlowego tzw. basenu germańskiego, czyli na terenie Polski pozakarpackiej i Niemiec pozaalpejskich. Jest tam jedną z najliczniejszych makroskamieniałości, tworząc tzw. wapienie krynoidowe. Oprócz tego w niewielkich ilościach spotykany także w Tatrach, Alpach, Bułgarii. Opisany także z Nowej Zelandii, jednak status taksonomiczny tego znaleziska jest podawany w wątpliwość. W Polsce ławice krynoidowe zbudowane głównie z Dadocrinus szczególnie powszechne są na Górnym Śląsku i w Górach Świętokrzyskich. Dość liczne także w polskich Tatrach, np. w szczytowych partiach Giewontu.
Przeważnie liliowce Dadocrinus zachowują się w postaci całkowicie rozłączonych elementów szkieletowych, znane są jednak całe szkielety o szczególnie dużej wartości naukowej i kolekcjonerskiej, np. z Gogolina. 
Skamieniałości różnych gatunków Dadocrinus mają znaczenie w datowaniu skał i są ważnymi skamieniałościami przewodnimi dla dolnego anizyku, zwłaszcza w Tatrach.
- Zasięg wiekowy: wczesny trias środkowy (anizyk wczesny)
- Wielkość – kilkanaście cm (z łodygą).

Gatunki:
- Dadocrinus grundeyi
- Dadocrinus gracilis
- Dadocrinus kunischi